# Округ Џеферсон (Ајдахо)
Округ Џеферсон (енгл. Jefferson County) је округ у америчкој савезној држави Ајдахо.

## Демографија
По попису из 2010. године број становника је 26.140, што је 6.985 (36,5%) становника више него 2000. године.
| Група             | 2000.          | 2010.          |
| Белци             | 16.955 (88,5%) | 22.925 (87,7%) |
| Афроамериканци    | 53 (0,3%)      | 52 (0,2%)      |
| Азијати           | 44 (0,2%)      | 103 (0,4%)     |
| Хиспаноамериканци | 1.907 (10,0%)  | 2.641 (10,1%)  |
| Укупно            | 19.155         | 26.140         |